# 2009 Voloshina
2009 Voloshina este un asteroid din centura principală, descoperit pe 22 octombrie 1968 de Tamara Smirnova.